# Árja
Árja (deutsch: Einsatz, Einsatzwille) ist eine samische Partei in Norwegen. Sie wurde 2008 gegründet.

## Geschichte

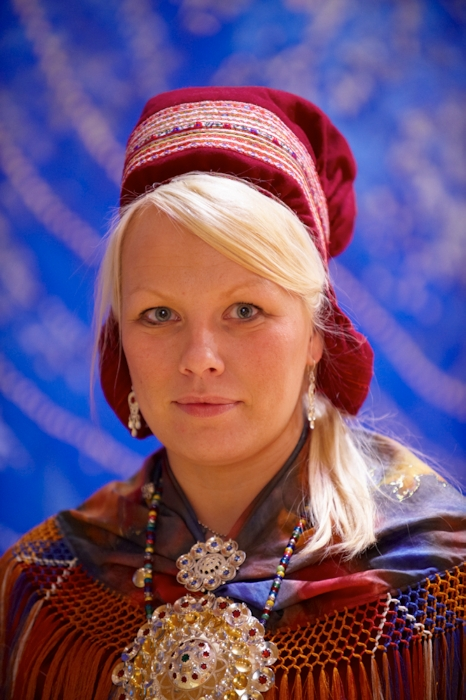
Árja-Politikerin Láilá Susanne Vars (2009)

Die Partei wurde am 24. Mai 2008 in Jergul (Kommune Karasjok) gegründet, um nach eigenen Angaben eine samische Alternative zu den großen Parteien bieten zu können. Bei der Sametingswahl 2009 zogen drei Abgeordnete in das norwegische samische Parlament Sameting ein. Die Árja-Politikerin Láilá Susanne Vars wurde in der Legislaturperiode von 2009 bis 2013 stellvertretende Vorsitzende des Parlaments. Bei der Wahl 2013 gelang es ihnen, ein weiteres Mandat zu bekommen und sie waren bis 2017 mit vier Abgeordneten aus drei Wahlkreisen im Parlament vertreten. 2017 schaffte nur Inger Eline Eriksen Fjellgren den Einzug ins Sameting.

## Programm
Grundlage der Partei ist die samische Kultur. Eines ihrer Anliegen ist es, dass der kulturelle und wirtschaftliche Austausch der Samen nicht durch die Nationalstaatsgrenzen zwischen Norwegen, Schweden, Finnland und Russland behindert wird. Árja tritt dafür ein, die traditionellen samischen Werte zu behalten und zu beschützen. Ziel ihrer Politik sei eine Gesellschaft mit Religions- und Glaubensfreiheit, Gleichberechtigung und Chancen für alle.
Die Partei unterstützt es, die Wirtschaft des Primärsektors zu stärken, damit die samische Bevölkerung ihren Lebensunterhalt naturnah verdienen kann. Dazu sollten die Gesetze des Staates so angepasst werden, dass sie im Einklang zu den Traditionen der Samen stehen. Die Partei fordert außerdem, dass das Sameting mehr Macht bei Themen, die vor allem die Samen betreffen, bekommen sollte. Um die samischen Sprachen zu stärken, wollen sie unter anderem, dass im Sameting vermehrt samisch gesprochen wird. Zudem sollen alle norwegischen Schüler die Möglichkeit haben, samisch zu lernen.

## Wahlergebnisse
| Jahr | Wahl               | Stimmenanteil | Sitze |
| ---- | ------------------ | ------------- | ----- |
| 2009 | Sametingswahl 2009 | 10,0 %        | 3/39  |
| 2013 | Sametingswahl 2013 | 11,4 %        | 4/39  |
| 2017 | Sametingswahl 2017 | 07,6 %        | 1/39  |
| 2021 | Sametingswahl 2021 | 05,3 %        | 0/39  |